# The Lost Episodes
The Lost Episodes kompilacijski je album na kojem se nalazi neobjavljeni materijal američkog glazbenika Franka Zappe, koji postumno izlazi u veljači 1996.g.
Većina materijala pokriva doba s početka njegove glazbene karijere od 1958. do 1970. Zappa je ove skladbe napisao prije svoje smrti 1993.
Na albumu značajan doprinos na pet skladbi ima veliki glazbenik Captain Beefheart (kojji se ranije zva Don Van Vliet): "Lost in a Whirlpool", blues parodija iz približno 1958.-'59., "Tiger Roach" ritam i blues skladba snimljena oko tri godine kasnije, "I'm a Band Leader" usmeni govor Zappe i Beefhearta iz 1969., "Alley Cat" gdje Zappa svira gitaru sa sastavom "Beefheart's Magic Band" i "The Grand Wazoo" usmeni govor snimljen 1969.g. koji Zappa 1992. dodaje na skladbu pomoću Synclaviera.
Poneke skladbe na CD-u alternativno su snimljene prije izlaska studijskih albuma na kojima se nalaze. The Lost Episodes sadrži verziju skladbe "Any Way the Wind Blows" koja je snimljena u Rancho Cucamongi (Kalifornija), 1963. tri godine prije nego izlazi na albumu Freak Out! (1966.) I verzija skladbe "Fountain of Love" snimljena je u približno u isto vrijeme ali nije objavljena prije izlaska albuma Cruising with Ruben & the Jets.

## Popis pjesama
1. "The Blackouts" – 0:22
2. "Lost in a Whirlpool" (Van Vliet, Zappa) – 2:46
3. "Ronnie Sings?" – 1:05
4. "Kenny's Booger Story" – 0:33
5. "Ronnie's Booger Story" – 1:16
6. "Mount St. Mary's Concert Excerpt" – 2:28
7. "Take Your Clothes Off When You Dance" – 3:51
8. "Tiger Roach" (Van Vliet, Zappa) – 2:20
9. "Run Home Slow Theme" – 1:25
10. "Fountain of Love" (Zappa, Ray Collins) – 2:08
11. "Run Home Cues, #2" – 0:28
12. "Any Way the Wind Blows" – 2:14
13. "Run Home Cues, #3" – 0:11
14. "Charva" – 1:59
15. "The Dick Kunc Story" – 0:46
16. "Wedding Dress Song" (Trad., arr. Zappa) – 1:14
17. "Handsome Cabin Boy" (Trad., arr. Zappa) – 1:21
18. "Cops & Buns" – 2:36
19. "The Big Squeeze" – 0:43
20. "I'm a Band Leader" – 1:14
21. "Alley Cat" (Van Vliet, Zappa) – 2:47
22. "The Grand Wazoo" – 2:12
23. "Wonderful Wino" (Zappa, Jeff Simmons) – 2:47
24. "Kung Fu" – 1:06
25. "RDNZL" – 3:49
26. "Basement Music #1" – 3:46
27. "Inca Roads" – 3:42
28. "Lil' Clanton Shuffle" – 4:47
29. "I Don't Wanna Get Drafted" – 3:24
30. "Sharleena" – 11:54

## Vanjske poveznice
- Informacije na Lyricsu
- Detalji o izlasku albuma